# Stratzing
Stratzing è un comune austriaco di 833 abitanti nel distretto di Krems-Land, in Bassa Austria; ha lo status di comune mercato (Marktgemeinde). Nel 1971 fu soppresso e accorpato a Droß nel nuovo comune di Stratzing-Droß, ma il 1º gennaio 1993 i due comuni sono tornati entrambi autonomi.